# Saison 2009 de l'équipe cycliste Lampre-NGC
La saison 2009 de l'équipe cycliste Lampre-NGC est la onzième de l'équipe.

## Préparation de la saison 2009

### Arrivées et départs
| Arrivées            | Équipe 2008                     |
| ------------------- | ------------------------------- |
| Vitaliy Buts        | Pagnoncelli-NGC-Perrell         |
| Pietro Caucchioli   | Crédit agricole                 |
| Mauro Da Dalto      | Liquigas                        |
| Angelo Furlan       | Crédit agricole                 |
| Enrico Gasparotto   | Barloworld                      |
| Manuele Mori        | Scott-American Beef             |
| Simone Ponzi        | Zalf Désirée Fior               |
| Marcin Sapa         | DHL-Author                      |
| Francesco Tomei     | CSF Group Navigare              |
| Volodymyr Zagorodny | NGC Medical-OTC Industria Porte |

| Départs           | Équipe 2009             |
| ----------------- | ----------------------- |
| Fabio Baldato     | retraite                |
| Paolo Bossoni     | suspension              |
| Paolo Fornaciari  |                         |
| Roberto Longo     |                         |
| Christian Murro   |                         |
| Danilo Napolitano | Katusha                 |
| Luboš Pelánek     | Amore & Vita-McDonald's |
| Sylwester Szmyd   | Liquigas                |
| Patxi Vila        | suspension              |

## Coureurs et encadrement technique

### Effectif
| Cycliste            | Date de naissance | Nationalité | Équipe 2008                     |
| ------------------- | ----------------- | ----------- | ------------------------------- |
| Alessandro Ballan   | 6 novembre 1979   | Italie      | Lampre                          |
| Marco Bandiera      | 12 juin 1984      | Italie      | Lampre                          |
| Emanuele Bindi      | 7 octobre 1981    | Italie      | Lampre                          |
| Matteo Bono         | 11 novembre 1983  | Italie      | Lampre                          |
| Marzio Bruseghin    | 15 juin 1974      | Italie      | Lampre                          |
| Vitaliy Buts        | 24 octobre 1986   | Ukraine     | Pagnoncelli-NGC-Perrell         |
| Pietro Caucchioli   | 22 août 1975      | Italie      | Crédit agricole                 |
| Damiano Cunego      | 19 septembre 1981 | Italie      | Lampre                          |
| Mauro Da Dalto      | 8 avril 1981      | Italie      | Liquigas                        |
| Angelo Furlan       | 21 juin 1977      | Italie      | Crédit agricole                 |
| Enrico Gasparotto   | 22 mars 1982      | Italie      | Barloworld                      |
| Francesco Gavazzi   | 1er août 1984     | Italie      | Lampre                          |
| Andrea Grendene     | 4 juillet 1986    | Italie      | Lampre                          |
| David Loosli        | 8 mai 1980        | Suisse      | Lampre                          |
| Mirco Lorenzetto    | 13 juillet 1981   | Italie      | Lampre                          |
| Enrico Magazzini    | 27 avril 1988     | Italie      | Seano Vangi-Molino di Ferro     |
| Marco Marzano       | 10 juin 1980      | Italie      | Lampre                          |
| Manuele Mori        | 8 septembre 1980  | Italie      | Scott-American Beef             |
| Massimiliano Mori   | 8 janvier 1974    | Italie      | Lampre                          |
| Simone Ponzi        | 17 janvier 1987   | Italie      | Zalf Désirée Fior               |
| Daniele Righi       | 28 mars 1976      | Italie      | Lampre                          |
| Mauro Santambrogio  | 7 octobre 1984    | Italie      | Lampre                          |
| Marcin Sapa         | 10 février 1976   | Pologne     | DHL-Author                      |
| Simon Špilak        | 23 juin 1986      | Slovénie    | Lampre                          |
| Paolo Tiralongo     | 8 juillet 1977    | Italie      | Lampre                          |
| Francesco Tomei     | 19 mai 1985       | Italie      | CSF Group Navigare              |
| Volodymyr Zagorodny | 27 juin 1981      | Ukraine     | NGC Medical-OTC Industria Porte |

## Bilan de la saison

### Victoires
| Date       | Course                                                           | Pays      | Classe | Vainqueur          |
| ---------- | ---------------------------------------------------------------- | --------- | ------ | ------------------ |
| 24/02/2009 | 1re étape du Tour de Sardaigne                                   | Italie    | 2.1    | Mirco Lorenzetto   |
| 25/02/2009 | 2e étape du Tour de Sardaigne                                    | Italie    | 2.1    | Mirco Lorenzetto   |
| 04/03/2009 | Tour du Frioul                                                   | Italie    | 1.1    | Mirco Lorenzetto   |
| 25/03/2009 | 2e étape de la Semaine internationale Coppi et Bartali           | Italie    | 2.1    | Damiano Cunego     |
| 26/03/2009 | 3e étape de la Semaine internationale Coppi et Bartali           | Italie    | 2.1    | Damiano Cunego     |
| 28/03/2009 | Classement général de la Semaine internationale Coppi et Bartali | Italie    | 2.1    | Damiano Cunego     |
| 08/06/2009 | 2e étape du Critérium du Dauphiné libéré                         | France    | PT     | Angelo Furlan      |
| 20/06/2009 | 3e étape du Tour de Slovénie                                     | Slovénie  | 2.1    | Simon Špilak       |
| 03/08/2009 | 2e étape du Tour de Pologne                                      | Pologne   | PT     | Angelo Furlan      |
| 06/08/2009 | 5e étape du Tour de Pologne                                      | Pologne   | PT     | Alessandro Ballan  |
| 08/08/2009 | Classement général du Tour de Pologne                            | Pologne   | PT     | Alessandro Ballan  |
| 18/08/2009 | Trois vallées varésines                                          | Italie    | 1.HC   | Mauro Santambrogio |
| 06/09/2009 | 8e étape du Tour d'Espagne                                       | Espagne   | HIS    | Damiano Cunego     |
| 13/09/2009 | Chrono champenois                                                | France    | 1.2    | Adriano Malori     |
| 13/09/2009 | 14e étape du Tour d'Espagne                                      | Espagne   | HIS    | Damiano Cunego     |
| 14/09/2009 | Tour de Nuremberg                                                | Allemagne | 1.1    | Francesco Gavazzi  |

### Résultats sur les courses majeures
Les tableaux suivants représentent les résultats de l'équipe dans les principales courses du calendrier international (les cinq classiques majeures et les trois grands tours). Pour chaque épreuve est indiqué le meilleur coureur de l'équipe, son classement ainsi que les accessits glanés par Lampre-NGC sur les courses de trois semaines.

#### Classiques
| Classique            | Milan-San Remo          | Tour des Flandres    | Paris-Roubaix       | Liège-Bastogne-Liège | Tour de Lombardie    |
| -------------------- | ----------------------- | -------------------- | ------------------- | -------------------- | -------------------- |
| Coureur (classement) | Francesco Gavazzi (17e) | Marco Bandiera (41e) | Angelo Furlan (23e) | Damiano Cunego (7e)  | Damiano Cunego (14e) |

#### Grands tours
| Grand tour           | Tour d'Italie         | Tour de France     | Tour d'Espagne                        |
| -------------------- | --------------------- | ------------------ | ------------------------------------- |
| Coureur (classement) | Marzio Bruseghin (7e) | David Loosli (53e) | Paolo Tiralongo (8e)                  |
| Accessits            | -                     | -                  | 2 victoires d'étapes (Damiano Cunego) |

### Classement UCI
L'équipe Lampre-NGC termine à la treizième place du Calendrier mondial avec 465 points. Ce total est obtenu par l'addition des points des cinq meilleurs coureurs de l'équipe au classement individuel que sont Damiano Cunego, 12e avec 235 points, Alessandro Ballan, 45e avec 110 points, Paolo Tiralongo, 85e avec 52 points, Marzio Bruseghin, 101e avec 39 points, et Francesco Gavazzi, 111e avec 29 points.
| Rang | Coureur            | Points |
| ---- | ------------------ | ------ |
| 12   | Damiano Cunego     | 235    |
| 45   | Alessandro Ballan  | 110    |
| 85   | Paolo Tiralongo    | 52     |
| 101  | Marzio Bruseghin   | 39     |
| 111  | Francesco Gavazzi  | 29     |
| 126  | Mauro Santambrogio | 20     |
| 151  | Angelo Furlan      | 12     |
| 171  | Marco Marzano      | 9      |
| 182  | Marco Bandiera     | 7      |
| 217  | Mirco Lorenzetto   | 4      |